# Unionisme (activisme)
Het unionisme was tijdens de Eerste Wereldoorlog een strekking binnen en rond de activistische Raad van Vlaanderen (1917-1918).

## Geschiedenis
Toen binnen de Raad van Vlaanderen, in 1917-1918, de strekking de bovenhand haalde die militeerde voor een onafhankelijke staat Vlaanderen, los van België, waren niet alle activisten het daarmee eens.
De 'unionisten' gingen ervan uit dat na de oorlog de Belgische staat zou worden hersteld en dat ten hoogste een federalistische staatsvorm zou kunnen worden bereikt. Tevens hadden ze hun twijfels over de politieke en economische leefbaarheid van een onafhankelijk Vlaanderen.
De Duitse bezetter betuigde wel, met zijn Flamenpolitik, lippendienst aan de Vlaamse verzuchtingen tot onafhankelijkheid, maar vanuit Berlijn kwamen regelmatig signalen dat de Duitse regering eerder dacht aan het herstel van België, met hoogstens een bestuurlijke scheiding tussen de beide landsdelen.
De 'unionisten' waren aanvankelijk niet georganiseerd. In maart 1918 wilde Leo Meert ze verenigen onder de naam De Bond. Hij organiseerde een paar bijeenkomsten, maar oogstte eerder weinig succes. Hij volhardde nochtans, met Adolf Peremans als secretaris aan zijn zijde. 
In oktober 1918 richtte hij een Manifest tot het Vlaamse Volk, dat mede ondertekend werd door Leo Augusteyns, Adelfons Henderickx en Frans Reinhard en dat opriep om deel te nemen aan een congres dat begin november in Brussel zou worden gehouden. Het einde van de oorlog en het herstel van de vroegere orde kwam echter zo snel dat dit congres niet meer doorging. De initiatiefnemers sloegen op de vlucht of werden gearresteerd.